# Márton
A Márton a latin Martinus név rövidült, magyar alakja, a jelentése Marshoz tartozó és az istenség városvédelmező funkciójából következően harcos/hadakozó. Női párja: Martina

## Rokon nevek
- Martin:[1] a Márton latin eredetijéhez közelebb álló alak.[2]
- Martos:[1] a Márton régi magyar becenevéből önállósult.[2]

## Gyakorisága
Az 1990-es években a Márton gyakori név volt, a Martin hirtelen lett népszerű a 90-es években, igen gyakori név volt, a Martos szórványosan fordult elő, a 2000-es években a Martos nem szerepel a 100 leggyakoribb férfinév között, a Martin a 20–36. leggyakoribb, a Márton a 26–36. helyen áll.

## Névnapok
Márton, Martos, Martin
- április 13.[2]
- november 11.[2]
- november 12.[2]

## Idegen nyelvi változatai
- Maarten (holland)
- Marcin (lengyel)
- Martin (német, angol, francia)
- Martinus (latin)
- Máki (cigány nyelv)

## Híres Mártonok, Martinok és Martosok
„Márton” utónevű személyek szócikkeinek listája a Wikidata alapján

## Egyéb Mártonok, Martinok és Martosok
Lásd: Mártonfalva (egyértelműsítő lap) és Szentmárton